# Chamada a Cobrar (filme)
Chamada a Cobrar é um filme brasileiro de 2012, escrito e dirigido por Anna Muylaert. Este filme é uma verão do longa Para Aceitá-la Continue na Linha produzido para a TV Cultura no ano de 2010.
O filme narra a historia de Clarinha, uma senhora de classe alta de São Paulo, que atende um telefonema a cobrar e cai num golpe de falso sequestro.

## Elenco
| Ator/Atriz         | Papel    |
| ------------------ | -------- |
| Bete Dorgam        | Clarinha |
| Pierre Santos      | Vladmir  |
| Cida Almeida       | Dalva    |
| Maria Manoella     | Cristina |
| Lourenço Mutarelli |          |
| Marat Descartes    |          |
| Guti Fraga         |          |